# Schumannhaus Düsseldorf

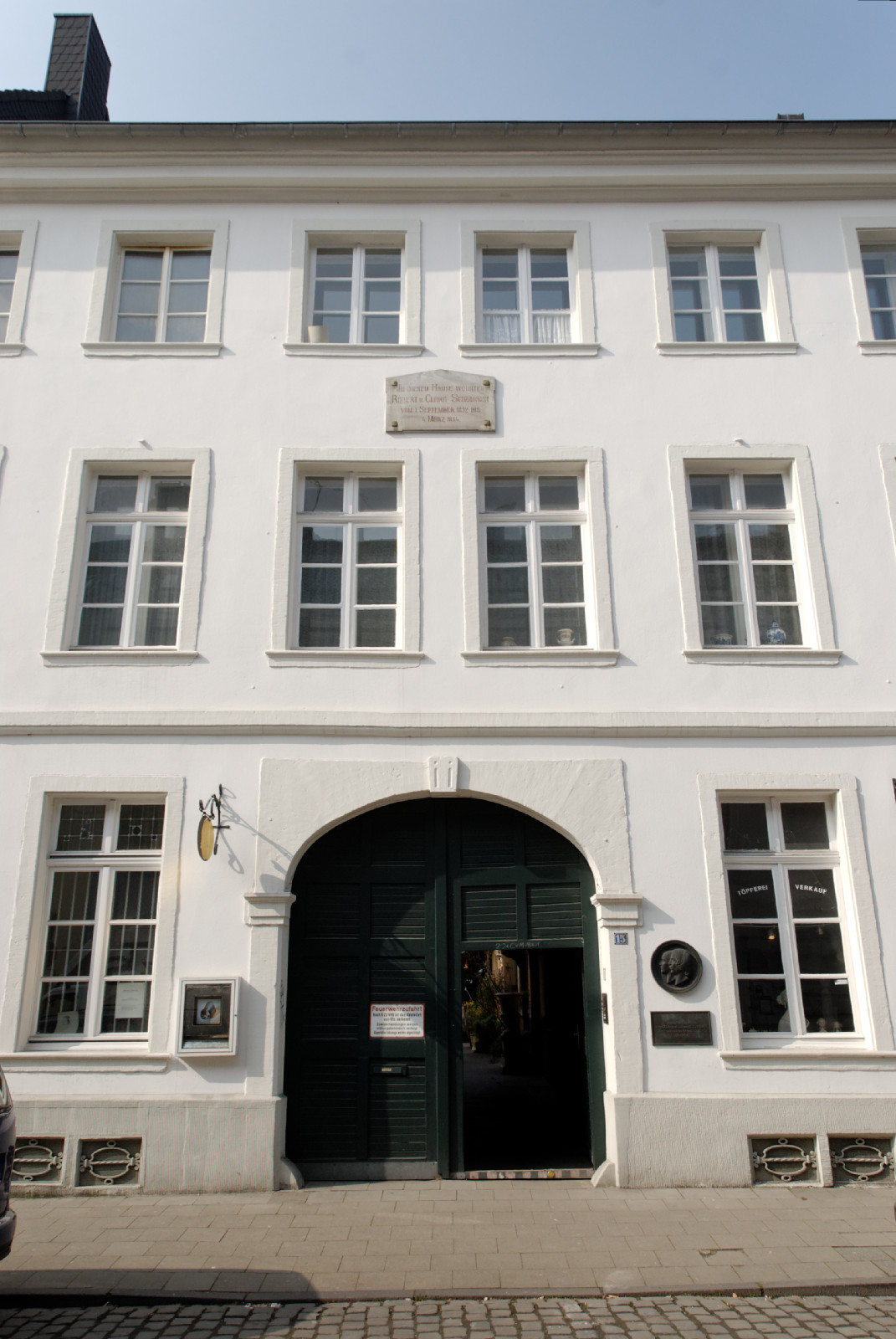
Schumannhaus Düsseldorf (2011)

Das Schumannhaus in der Bilker Straße 15 in der Düsseldorfer Carlstadt war das letzte gemeinsame Wohnhaus von Robert und Clara Schumann und zugleich das einzige in Deutschland, das in seiner historischen Bausubstanz erhalten blieb. Das 1795 erbaute Gebäude beherbergte von 2003 bis 2018 die Schumann-Gedenkstätte und ist nach einem Umbau und neuem Anbau seit dem 1. Dezember 2023 als Schumann-Museum wiedereröffnet.

## Geschichte
Robert Schumann lebte ab 1. September 1850 in Düsseldorf; im Schumannhaus war ab 1852 seine vierte und letzte Wohnung in der Stadt, bevor er 1854 in die Private Heil- und Pflegeanstalt in Endenich bei Bonn eingeliefert wurde. Er soll hier in seinen nur dreieinhalb aktiven Düsseldorfer Jahren rund ein Drittel seiner Werke komponiert haben, darunter die als Rheinische Sinfonie bekannte 3. Sinfonie in Es-Dur.
Bis zum Ausbau zu einem Museum im Jahr 2023 wurde das Haus nie umgebaut. Felix, der jüngste Schumann-Sohn, wurde 1854 hier geboren. Clara Schumann bewohnte das Haus mit ihren Kindern noch bis 1855 und zog dann noch einmal um in die Poststraße.

## Nutzung heute

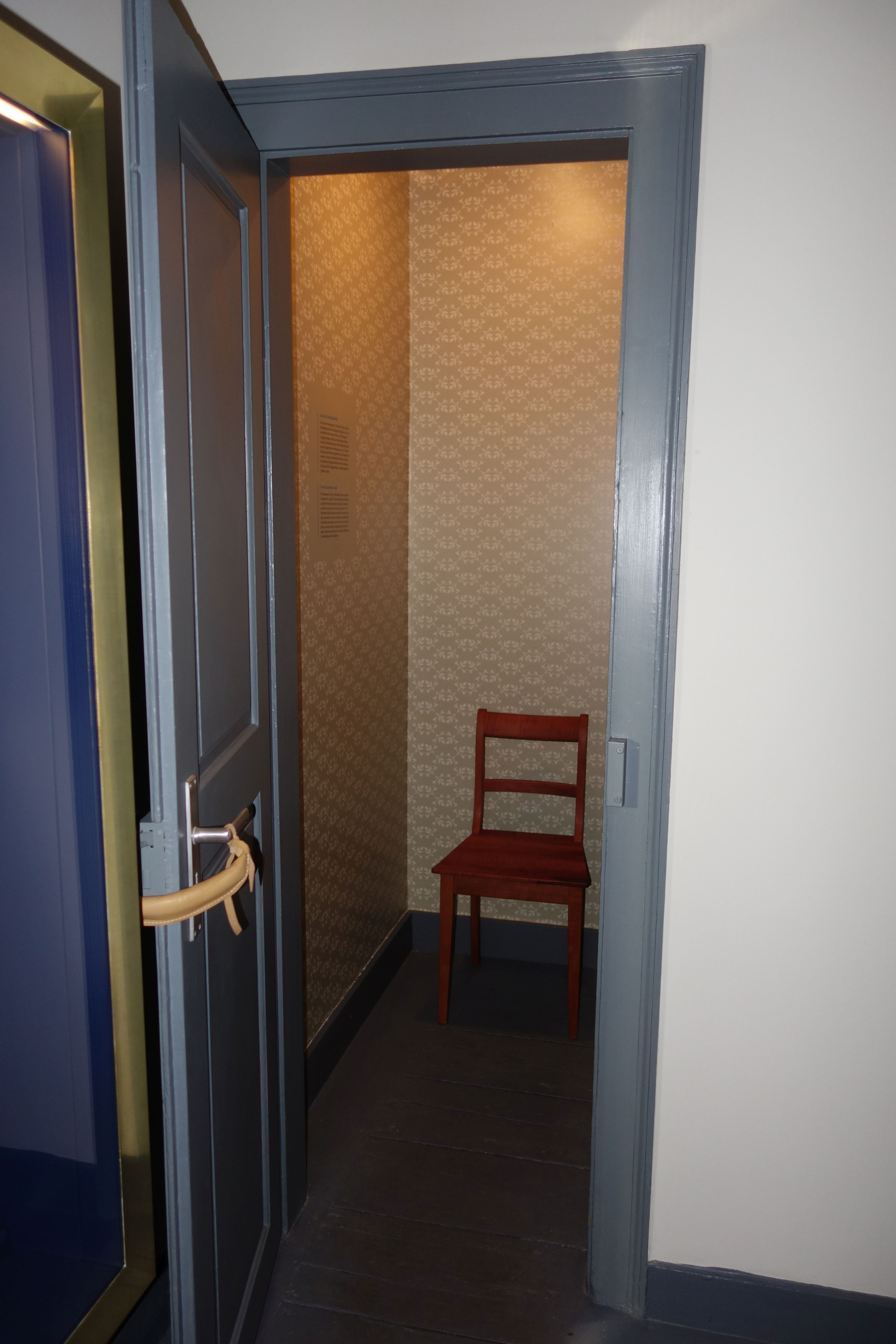
Die „Lästerkammer“

Die ehemalige Wohnung der Familie Schumann, die sich über die erste und zweite Etage erstreckte, dient nach einer Sanierung und einem Umbau des Hauses seit dem 1. Dezember 2023 als Schumann-Museum. Die beiden oberen Stockwerke wurden bis vor Beginn der Umbauarbeiten das Musiker-Ehepaar Thomas Beckmann und Kayoko Beckmann-Matsushita bewohnt. Bei Baubeginn wurde eine Fertigstellung im Jahr 2021 und Kosten von 3,2 Millionen Euro erwartet, aufgrund der schwierigen Bauarbeiten, einem Wasserschaden und dem Fund von Resten der Stadtmauer sowie einem Streit mit dem langjährigen Vormieter verzögerte sich der Zeitplan jedoch bis Dezember 2023, die Kosten für Sanierung, Umbau und Einrichtung betrugen letztlich 7,7 Millionen Euro. Die originalen Dielenbretter, die Fenster und Türrahmen blieben erhalten.
Im Mittelpunkt der Ausstellung stehen wertvolle Exponate aus der umfangreichen Schumann-Sammlung des Heinrich-Heine-Instituts (Bilker Straße 12–14), sowie einige schöne Stücke der Robert-Schumann-Gesellschaft e. V. Düsseldorf, die ihren Sitz und bis zum Umbau auch ihre Geschäftsstelle im Erdgeschoss des Hauses hatte. Schwerpunkt ist das Leben und Wirken des Musikerehepaares. Ausstellungsflächen sind die früheren Wohn- und Arbeitsräume der Schumanns und ein neu geschaffener Anbau, alles „den Geist des 19. Jahrhunderts verströmend“. Im Schumannschen Arbeitszimmer darf in alten Büchern geblättert werden, die denen der Lektüre der Schumanns entsprechen. Ein Nachbildung von Robert Schumanns Schreibtisch ist zu sehen, das Original steht im Robert-Schumann-Haus in seiner Geburtsstadt Zwickau. Zu sämtlichen ausgestellten Notenblättern ist auch die Musik abzurufen. In einer kleinen „Lästerkammer“ für nur eine Person hört der Besucher Gerüchte und Lästereien um das Ehepaar und der Düsseldorfer Stadtgesellschaft. Zur Eröffnung wurden rund 100 Originalexponate aus der großen Schumann-Sammlung gezeigt, für den Schwanenpelz der Clara Schumann wurde ein Plexiglassturz geschaffen.

Exponate zur Eröffnung des Schumann-Museums (Dezember 2023)
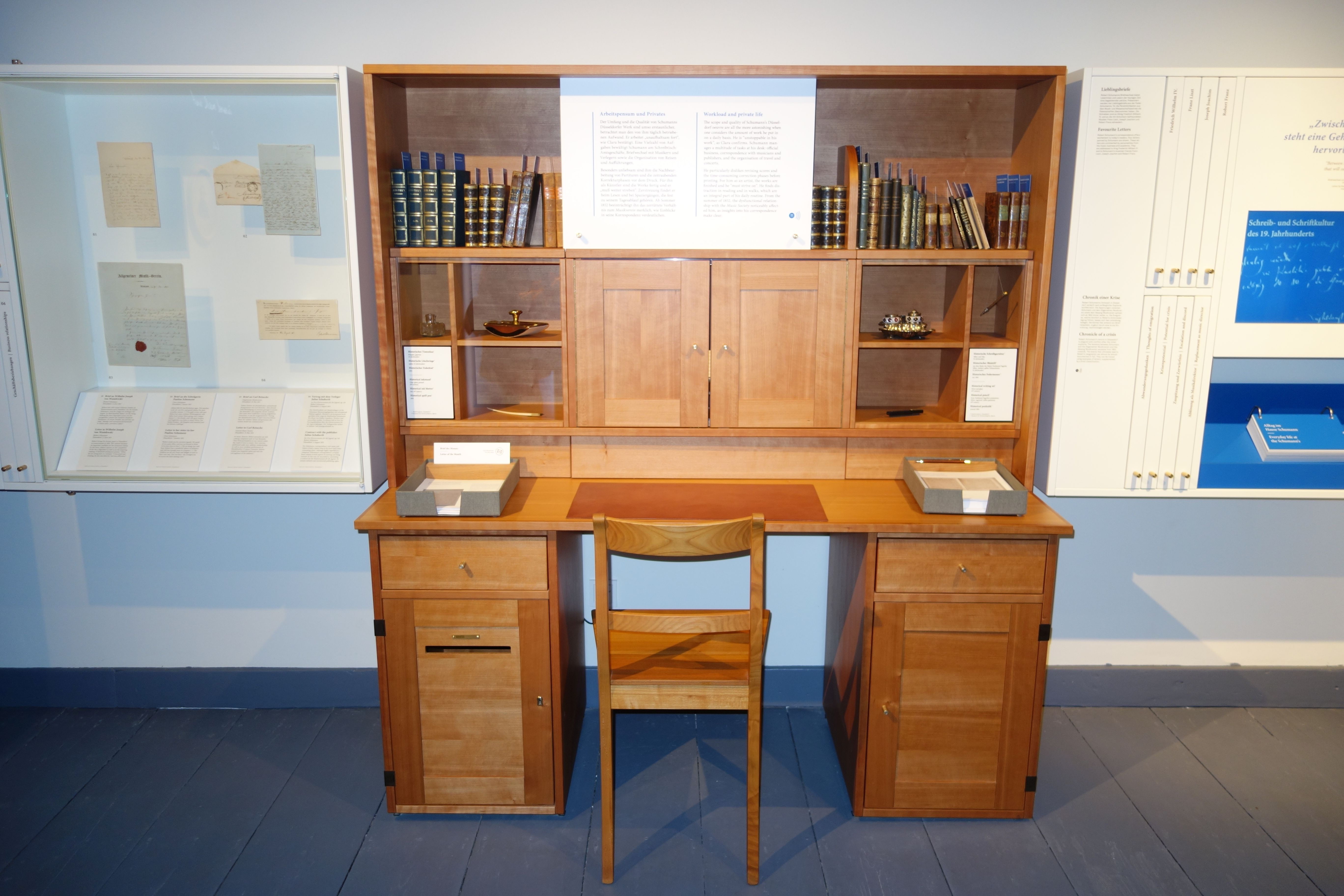
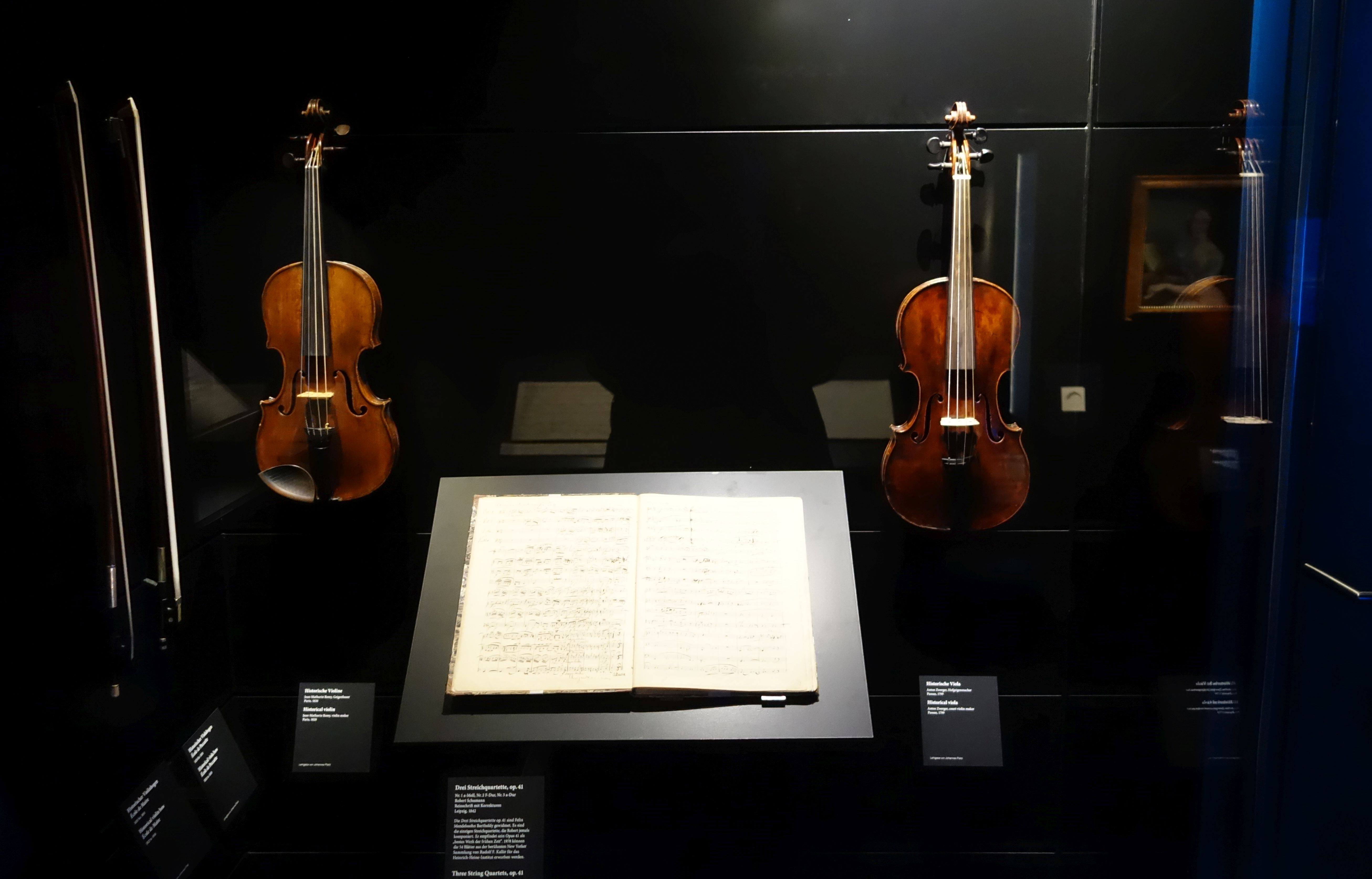
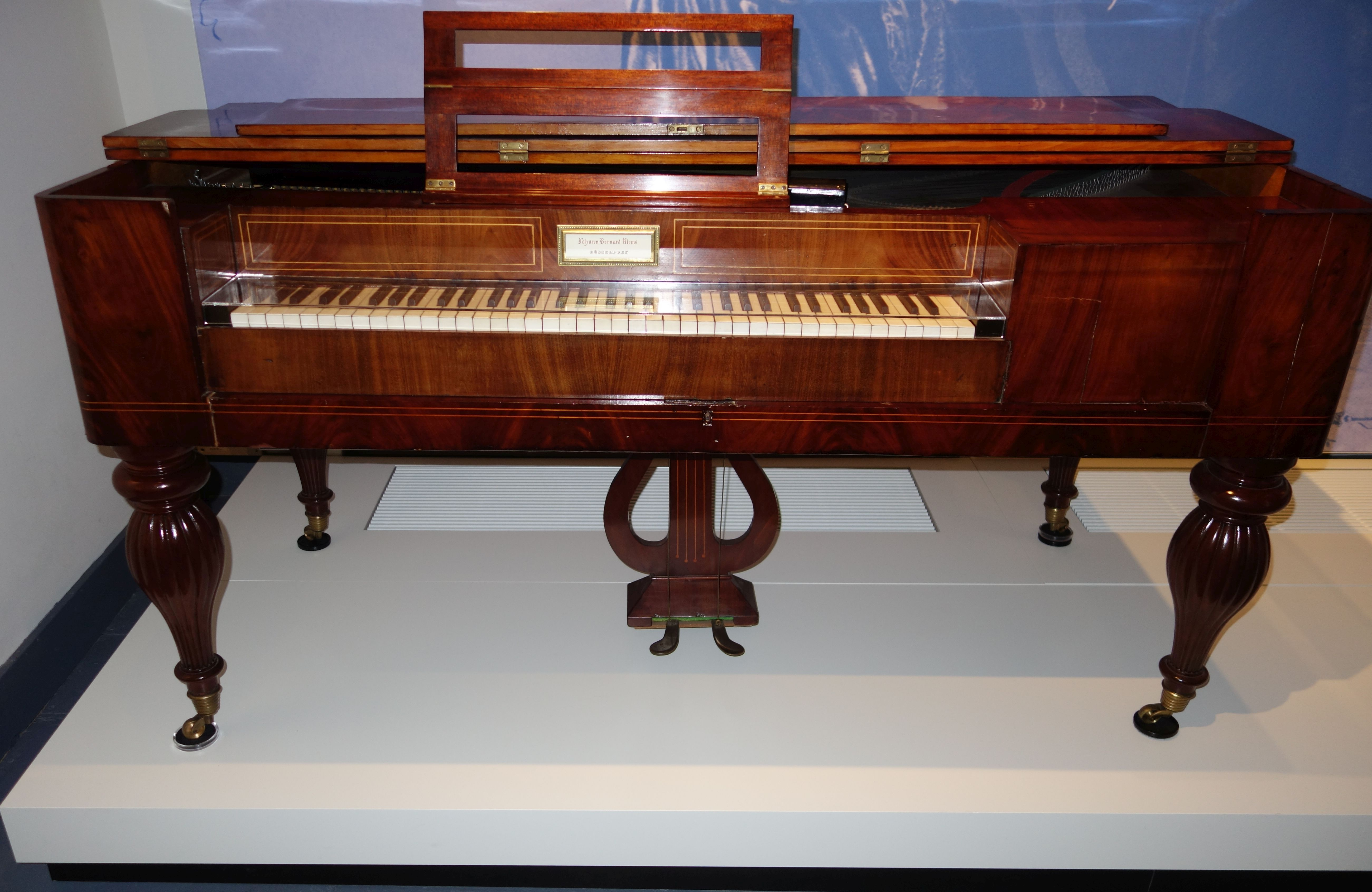

## Förderverein

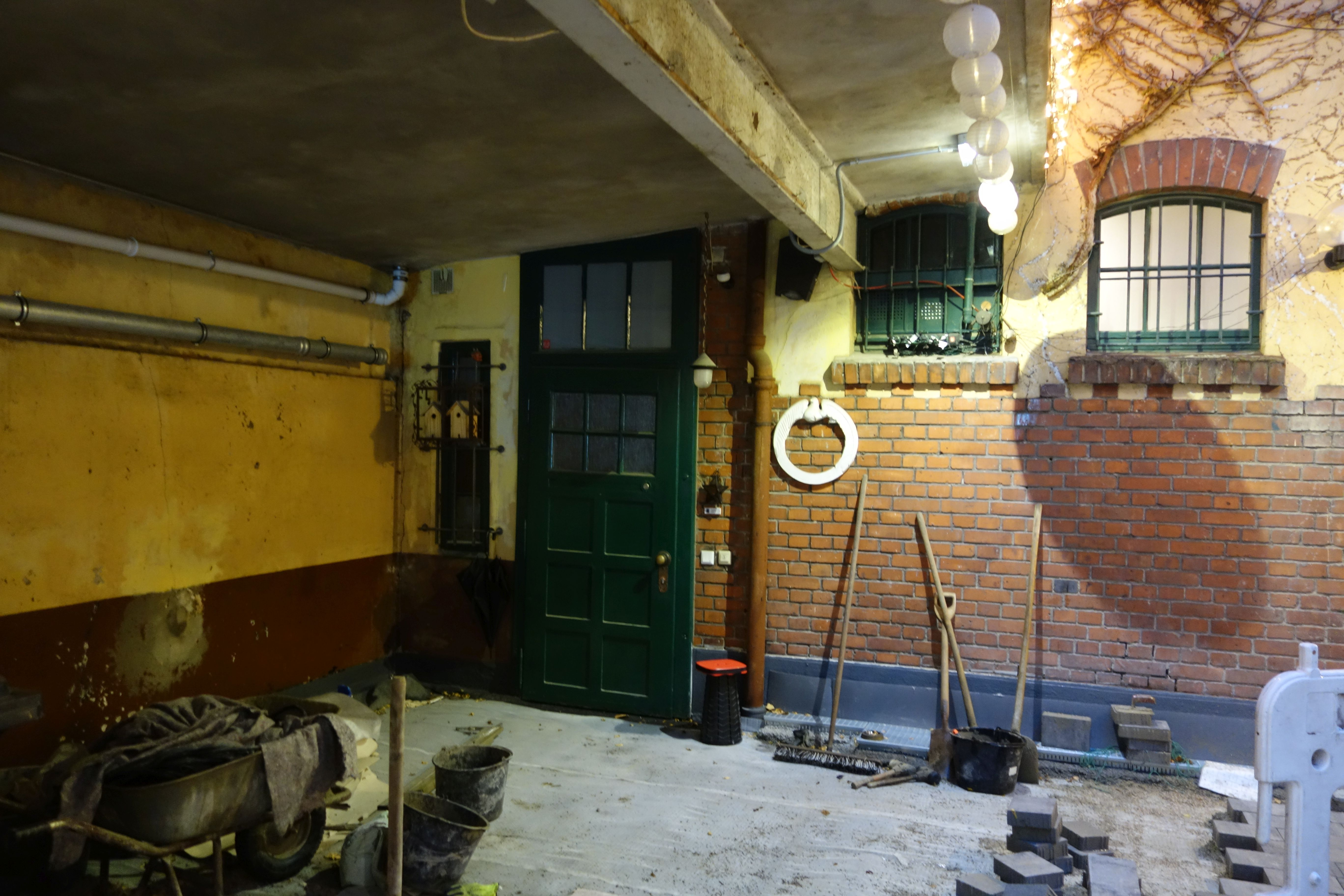
Im Dezember 2023 noch unrenoviertes Hinterhofgebäude

Im Jahr 2012 gründete sich der Förderverein Schumann-Haus Düsseldorf e. V. mit Edgar Jannott als Sprecher, der sich für den Ausbau des Museums und die Gedenkstätte einsetzt.